# 여인천하 (드라마)
《여인천하》(女人天下)는 2001년 2월 5일부터 2002년 7월 22일까지 방영한 SBS 월화드라마이며, 월탄 박종화의 역사소설 《여인천하》를 극화한 대하사극이다. 당초 50부작으로 종영할 예정이었지만, 작품의 완성도를 높이기 위해, 100회를 추가 연장하여 150부작으로 끝났으며, 국내 제작 드라마 중 방송 횟수가 가장 많은 역대 최대 기록으로 꼽힌다.
한편, 해당 작품의 연장에 따라 후속으로 기획된 16부작 미니시리즈 《나쁜 여자들》은 수목극으로 편성이 변경됐다.

## 방송 시간
| 방송 채널 | 방송 기간                         | 방송 시간                                   | 방송 분량  |
| --------- | --------------------------------- | ------------------------------------------- | ---------- |
| SBS TV    | 2001년 2월 5일 ~ 8월 7일          | 매주 월 ~ 화 오후 9시 55분 ~ 오후 10시 55분 | 1시간      |
| SBS TV    | 2001년 8월 13일 ~ 2002년 7월 22일 | 매주 월 ~ 화 오후 9시 55분 ~ 오후 11시 5분  | 1시간 10분 |

## 주요 내용
이 드라마는 크게 3부로 나누어서 구성되는데, 1부는 난정의 어린시절과 기묘사화, 2부는 난정의 결혼 생활과 문정왕후 보필, 3부는 난정의 몰락을 다루었다. 중종, 문정왕후, 윤임, 정난정, 윤원형 등의 실존 인물의 권력투쟁과 몰락을 다루고 있다.

## 등장 인물

### 주요 인물
- (故)강수연[3] : 정난정 역 (아역:장수혜)

척신 윤원형의 첩. 문정왕후의 총애와 신임을 받았다. 을사사화에 깊이 관여하였으며 윤원형의 권세를 배경으로 상권을 장악하여 전매, 모리 행위로 많은 부를 축적하였다. 정경부인의 작호를 받았으나 문정왕후가 죽은 뒤 윤원형의 정실부인 김씨를 독살했다는 사림의 비판과 탄핵으로 자결하였다.
- 전인화 : 문정왕후 윤씨 역

중종의 제 2계비. 파산부원군 윤지임의 딸로 조선시대 이름난 악후로도 유명하다. 권력욕이 강했으며 장경왕후의 아들인 인종을 시기, 질투하였다. 자신의 형제들을 이용해 궁의 권력을 장악했던 철의 여인이자 왕후.
- 이덕화 : 윤원형 역

조선 중기의 문신. 소윤의 영수이며, 중종의 제2계비 문정왕후의 동생(드라마에서는 오빠로 등장한다). 을사사화의 공으로 공신으로 책록되었으며, 1547년 양재역 벽서사건을 계기로 윤임을 필두로 한 대윤의 잔당을 모두 숙청하였다. 1565년 문정왕후가 죽자 삭직되고 강음으로 귀양간 뒤 자결하였다.

### 왕가의 인물
- 최종환 : 중종 역

조선의 제11대 임금. 이복형인 연산군이 폐위된 뒤 대신들이 일으킨 중종반정으로 왕위에 등극했다. 평생을 공신들의 눈치와 핍박 속에서 살았으며 궐 내 여인들의 시기와 암투 속에서 골머리를 썩었다.
- 도지원 : 경빈 박씨 역

중종이 가장 총애했던 후궁 중 한 사람. 공신 박원종의 양녀. 중종 4년 아들인 복성군 미(嵋)를 낳아 더욱 더 신임을 얻었다. 1527년 연성위 김희가 그의 부친 희락당 김안로의 사주를 받아, 왕세자를 저주하는 '작서의 변'을 조작하자, 이에 연루되어 이듬해 폐출된 뒤 사사당한다.
- 이보희 : 자순대비 역

중종의 모친이자 성종의 제2계비. 중종의 전 왕인 폐주 연산군때부터 대비였으며 중종반정으로 인해 친아들인 진성대군이 왕위에 올랐다. 왕실의 큰 어른으로서 궐 내 잡음을 억제하고 왕실의 평화를 지키기 위해 노력하였다.
- 정태우 : 인종 역(아역 : 권오민)

중종과 장경왕후 윤씨의 장자. 문장에 능통하였으며 지극한 효심으로 많은 이들의 칭송을 받았다. 계모인 문정왕후의 끊임없는 경계와 시기 속에서 가슴앓이를 하였으며 결국 재위 9개월만에 의문의 죽음을 맞는다.
- 김민희 : 희빈 홍씨 역

중종반정에 가담했던 정국공신 홍경주의 딸. 부친의 지시에 따라 궁에서 일어나는 은밀한 사건까지 탐사하여 전달하는 등 훈구대신들의 정치적 스파이를 자청했다. 인종 즉위 후 모반 사건에 연루되어 탄핵을 받지만 궁에서 떠나는 것으로 종결된다. 88세에 이르기까지 장수했다.
- 최정원 : 창빈 안씨 역

원정공신 안탄대의 딸로 부친의 성격을 닮아 검소하고 어진 성품을 지녔다. 중종과의 사이에서 덕흥군(덕흥대원군)을 낳았으며 훗날 선조의 할머니가 된다.
- 이예림 : 효혜공주 역

중종과 장경왕후 윤씨의 딸. 희락당 김안로의 아들인 연성위 김희의 아내이다. 21살의 젊은 나이에 산후병으로 고생하다가 흉거하였다.
- 김광영 : 명종(경원대군) 역 (아역: 김학준)

중종과 문정왕후 윤씨의 아들. 재위 초반 어린 나이로 인해 문정왕후가 수렴청정하였으며 강성한 왕으로 성장하지 못했다.
- 신은정 : 인성왕후 박씨 역

인종의 아내. 인종이 승하한 뒤 명종(경원대군)이 왕위에 오르자 공의대비에 올랐다.
- 오아랑 : 장경왕후 윤씨 역

중종의 제1계비. 효혜공주와 인종의 모친. 인종을 낳은 뒤 25살의 나이에 산후병으로 죽음을 맞았다. 대윤의 필두인 윤임의 여동생.
- 김희정 : 단경왕후 신씨 역

중종의 정실부인. 부친인 신수근이 중종반정 때 역신으로 살해되자 역신의 자식이 왕실의 국모로 있을 수 없다는 공신들의 주장으로 인해 폐위당했다.
- 안홍진 : 복성군 미 역(아역 : 오승윤)

중종과 후궁 경빈 박씨의 아들. '작서의 변' 사건에 연루되어 모친인 경빈과 함께 억울한 죽임을 당한 뒤 복원된다.
- 송운섭 : 영양군 아역

중종과 후궁 창빈 안씨의 아들. 덕흥군의 친형.
- 조상진 : 덕흥군 아역

중종과 후궁 창빈 안씨의 아들. 훗날 선조가 되는 하성군을 낳았다.
- 이풍운 : 금원군 영 아역

중종과 후궁 희빈 홍씨의 아들.
- 최동준 : 파릉군 역

금릉군이 창원황씨 사이에서 낳은 아들. 중종의 숙부. 문정왕후가 명종을 회초리로 때린 사건에 크게 반발하여 정치적으로 대립하다가 죽음을 맞았다.
- 김양우 : 연산군 역

조선의 제10대 임금. 중종반정으로 폐위된 뒤 교동도로 귀양을 가 31세의 일기로 병사한다.

### 그 외 인물
- 김기섭 : 윤원로 역
- 박주미 : 기생 옥매향 역 (아역 주슬기)
- 이민우 : 임백령 역
- 임혁주 : 김인후 역
- 김종결 : 김안로 역
- 이효정 : 윤임 역
- 김혜정 : 윤임의 처 역
- 박웅 : 윤지임 역
- 박영지 : 한중보 역
- 임혁 : 갖바치(가죽신을 만드는 백정) 역
- 이영재 : 도승지 역
- 이춘식 : 방백인 역
- 한인수 : 당추 스님 역
- 이혜숙 : 연안 김씨 (윤원형 부인) 역
- 김영란 : 정난정의 어머니 (장흥댁) 역
- 박상민 : 길상 역 (아역 주한울)
- 김정은 : 능금 역 (아역 박규리)
- 김기현 : 백치수 도두 역
- (故)한영숙 : 엄상궁 역
- 서영애 : 김상궁 역
- 백윤식 : 정윤겸 역
- 김해숙 : 정윤겸의 처 역
- 안연홍 : 옥련 역 (아역 박진하)
- 라재웅 : 정렴 역 (아역 장근석)
- 故 박병선 : 박희량 역
- 양금석 : 기방 주인 자운아 역
- 김나운 : 기생 소월향 역
- 차광수 : 조광조 역
- 안대용 : 홍경주 역
- 문창길 : 남곤 역
- 김호영 : 정광필 역
- 김영선 : 심정 역
- 기정수 : 이기 역
- 권은아 : 당골네 역
- 김형범 (단역만으로 1인 7역까지 하였음[4])
- 김희정 : 달래 역 (아역)
- 최완정 : 배천댁 역
- 민지영 : 모린 역
- 전현아 : 금이 (훗날 장상궁) 역
- 박세범 : 신수근 역
- 김영인 : 박원종 역
- 허현호 : 성희안 역
- 김옥만 : 유순정 역
- 서학 : 안당 역
- (故)전운 : 장순손 역
- 박상조 : 김극핍 역
- 반문섭 : 이항 역
- 강만희 : 윤은보 역
- (故)안형식 : 강찬 역
- 최상훈 : 정순붕 역
- 이우석 : 허항 역
- 박승호 : 채무택 역
- 김용헌 : 김헌 역
- 이지형 : 이언적 역
- 신귀식 : 허자 역
- 박준혁 : 김희 역
- 박정웅 : 어의 양씨 역
- 정한헌 : 윤춘년 역
- 정승현 : 정언각 역
- 송석호 : 임형수 역
- 차철순: 김정 역
- 이경영: 김구 역
- 김석만: 곽서방 역
- 송금식: 조광조를 사사시킨 포졸 역
- 윤갑수: 정난정을 구타하는 백성 역
- 이승형
- 나기수: 금부도사 역
- 김유철: 금부나장 역
- 황덕재
- 서권순
- 백승철
- 양승걸
- 강민석
- 진봉진: 고형산 역
- 김대환: 성운 역
- 전제혁
- 운기호
- 이승찬

### 명나라의 인물
- 이휘향: 장 대인 역

## 삽입곡
- 여인천하의 배경 음악은 중요무형문화재 제23호 가야금 산조 및 병창 보유자인 안숙선 명창(1947년 ~ )이 불렀으며, 안숙선 명창은 드라마 종영 후 방영된 특집 프로그램에도 출연하였다.

## 수상 경력
- 2001년 제28회 한국방송대상 음악상 고병준
- 2001년 SBS 연기대상 대상, 10대스타상 강수연
- 2001년 SBS 연기대상 대상, 10대스타상 전인화
- 2001년 SBS 연기대상 10대 스타상, 최우수 연기상 도지원
- 2001년 SBS 연기대상 조연상 최종환
- 2002년 제38회 백상예술대상 TV부문 여자 최우수 연기상 전인화
- 2002년 제29회 한국방송대상 작가상 유동윤(해당 작품 外)/성우상 유강진(해당 작품 外)/탤런트상 전인화

## 종영 후 특집 프로그램 편성
- 2002년 7월 23일 특집 《대하사극 여인천하, 찬란한 꿈의 기록들》 편성하였으며, 진행자는 한선교와 김미화가 맡고 연출자 김재형과 출연자들이 게스트로 출연하여 드라마 제작 중 있었던 일들에 대한 후일담을 들려주었다.

## 결방 사유 및 2회 연속 방영
- 2001년 12월 31일 : 9시 15분부터 SBS 연기대상 편성으로 인한 결방[5]
- 2002년 1월 1일 : 2001 연기대상 편성으로 인한 결방에 따라 95~96회는 2회 연속 방영
- 2002년 5월 13일 : 뉴스특보 편성으로 인한 결방
- 2002년 6월 4일 : 2002년 FIFA 월드컵 D조 조별리그 <대한민국 VS 폴란드> 중계방송으로 인한 결방
- 2002년 6월 18일 : 월드컵 특집 편성으로 인한 결방
- 2002년 6월 25일 : 2002년 FIFA 월드컵 4강전 <대한민국 VS 독일> 중계방송으로 인한 결방

## 참고 사항
- 불미스러운 일로 <태조 왕건>의 연출을 포기[6]하고 KBS를 떠나 SBS로 이적한 김재형 감독이 처음 연출한 드라마로, 재기에 성공한 작품이기도 한데 SBS는 1991년 이후 타방송사에서 옮겨 온 김재순(91년 3월 KBS에서 이적했으며 98년 3월 제작위원 자격으로 SBS에 사표 제출 후 프리랜서 선언) 고석만(95년 3월 MBC에 사표를 제출한 뒤[7] SBS 제작위원으로 자리를 옮겼고 98년 6월 SBS에 사표 제출 뒤 프리랜서 선언) PD 등 간판급 연출자의 퇴사 후 쓸만한 국장급 PD 공백에 시달리자 김재형 감독을 SBS와 계약을 맺은 뒤 연출을 담당하는 형식으로 데려왔으며 KBS는 IMF 등 여러 가지 문제 때문에 19기(97년)를 끝으로 공채 탤런트 제도를 선발하지 않아 김재형 감독 사건 외에도 강성연 사건 때문에[8] 한바탕 홍역을 치뤄 캐스팅 비리 사건이 여러 차례 발생하기도 했다.
- 선정성 및 폭력성 시비 문제로 큰 질타를 받기도 했다.[9][10]
- 여러 차례에 걸친 연장 때문에 극의 집중력이 심각하게 떨어졌다는 지적을 받았다.[11]
- 송윤아, 채림, 채시라, 이태란 등이 주역 물망에 올랐으나 송윤아와 채림은 사극이란 이유로, 채시라는 임신 때문에,[12] 이태란은 한중합작드라마 촬영과 스케줄이 겹쳐 고사하는 등 캐스팅 문제로 어려움을 겪였다.[13]
- 기사 '인어 아줌마? 장서희'에 따르면, 장서희가 경빈 박씨 역에 캐스팅되었으나[14] 고위간부의 의견으로 교체된 바 있었으며 강수연은 담당 PD(김재형)의 KBS 시절 마지막 연출작인 용의 눈물 원경왕후 역 물망에 올랐지만[15] 고사했고 이덕화는 용의 눈물 이방원 역 물망에 올랐으나[16] 스스로 포기했다.
- 강수연은 해당 드라마로 1회당 500만 원의 출연료를 받았는데, 이는 사상 최고 액수로 기록되었다.[17]
- 9.11 테러 속보로 인해[18] 정규 편성을 잠시 중단하였다.

## 네트워크 방송사
| 방송 권역                              | 방송사                             | 비고                  |
| -------------------------------------- | ---------------------------------- | --------------------- |
| 전국 (모든 지역) / 수도권 (서울, 경기) | SBS                                | 프로그램 제작국       |
| 부산 / 경남권                          | PSB 부산방송 (현 KNN 부산경남방송) |                       |
| 울산권                                 | ubc 울산방송                       |                       |
| 대구 / 경북권                          | 대구경북 TBC                       |                       |
| 대전 / 충남권                          | TJB 대전방송                       |                       |
| 충북권                                 | CJB 청주방송                       |                       |
| 전북권                                 | JTV 전주방송                       |                       |
| 광주 / 전남권                          | kbc 광주방송                       |                       |
| 강원권                                 | GTB 강원민방 (현 G1)               | 2001년 12월 15일 개국 |
| 제주권                                 | JIBS 제주국제자유도시방송          | 2002년 5월 31일 개국  |